# Ana Dumitrescu
Pour les articles homonymes, voir Dumitrescu.
Ana Dumitrescu (née en 1978 à Bucarest) est photographe, réalisatrice et cinéaste française d'origine roumaine. Elle est arrivée en France à l'âge de 1 an.

## Photographie
Photo-journaliste indépendante, elle travaille entre autres pour Gamma-Rapho et a vu ses reportages publiés dans différents journaux tels que Gamma Agency, Mediafax, le National Geographic, Playboy, Regard, Photo Mag… Ses reportages sont essentiellement à caractère sociologique. Elle a travaillé sur des sujets de société variés tels que les survivants de la déportation Rom pendant la seconde guerre mondiale, les problèmes liés à l'homophobie en Roumanie ou les travailleurs sans-papiers en France.
Ses photographies sur les thèmes des travailleurs sans-papiers et des survivants de la déportation Rom ont été exposées respectivement en 2010 et 2011 dans des mairies d'arrondissement de Paris.
Elle expérimente également la technique du cinémagraphe. Sa première création Tour de Manège a été projetée à la Gaîté Lyrique lors du Mois de la Photo à Paris en 2014 dans le cadre de la parenthèse FREE(Lens).
Elle donne également des cours d'éducation à l'image.

## Réalisation
Début 2012, elle a évolué vers la réalisation et vers le cinéma documentaire. Son travail est axé autour des problèmes de la société. Son premier film, Khaos, les visages humains de la crise grecque est sorti en France le 10 octobre 2012.
Le 12 janvier 2015, elle a commencé le tournage de son second long-métrage documentaire, Même pas Peur !  Il s'agit du premier documentaire d'urgence post-Charlie. Le film est sorti le 7 octobre 2015 en France et le 12 octobre 2015 en Belgique.
Elle tourne ensuite en Roumanie le film Licu, une histoire roumaine qui retrace l'histoire de la Roumanie à travers le vécu d'un homme de 92 ans. C'est le premier film d'Ana Dumitrescu tourné en noir et blanc. Ce long-métrage a reçu le Golden Dove de la Compétition Internationale Long-métrage documentaire et animation au festival DOK Leipzig 2017 et le premier prix dans la section CadRo du festival Cronograf à Chisinau. Le film a ensuite participé à de nombreux festivals à travers le monde dont ZagrebDox, Transylvania International Film Festival, etc.
Licu est sorti dans les salles roumaines le 24 août 2018. Il a été nommé pour le prix Gopo du meilleur documentaire ainsi qu'aux prix du gala de l'Union des cinéastes roumains (UCIN). Il a également été éligible pour les Oscars.
Son dernier film Trio est présenté en avant-première au Cinemed 2019. Il raconte l'histoire d'amour entre un homme, sa femme et son violon en Roumanie. La sortie du film a eu lieu le 16 septembre 2019 en France. Elle était initialement prévue le 08 avril mais a dû être reporté à cause de la crise sanitaire.

## Filmographie

### Longs métrages
- 2012 : Khaos, les visages humains de la crise grecque
- 2015 : Même pas Peur !
- 2017 : Licu, une histoire roumaine (Licu, o poveste românească)
- 2019 : Trio

### Court métrage
- 2014 : La Chaise verte, un chat sur un trapèze et autres histoires ordinaires

## Distinctions
- 2017 : Golden Dove - International Competition Long Documentary and Animated Film - DOK Leipzig 2017 pour le film Licu, une histoire roumaine
- 2019 : Licu, une histoire roumaine nommé au Gopo du meilleur film documentaire
- 2019 : Licu, une histoire roumaine nommé au prix UCIN du meilleur film documentaire
- 2019 : Premier prix - section CadRO - Cronograf 2019 - Chisinau (Moldavie) pour le film Licu, une histoire roumaine

## Expositions
- 2010 : Regards Solidaires, mairie du 19e arrondissement de Paris[16]
- 2011 : Portraits de survivants : Histoire d'une déportation Rom, mairie du 2e arrondissement de Paris[17]
- 2014 : Projection du cinémagraphe Tour de Manège dans le cadre du mois de la Photo 2014[2],[3]